# 사를라라카네다

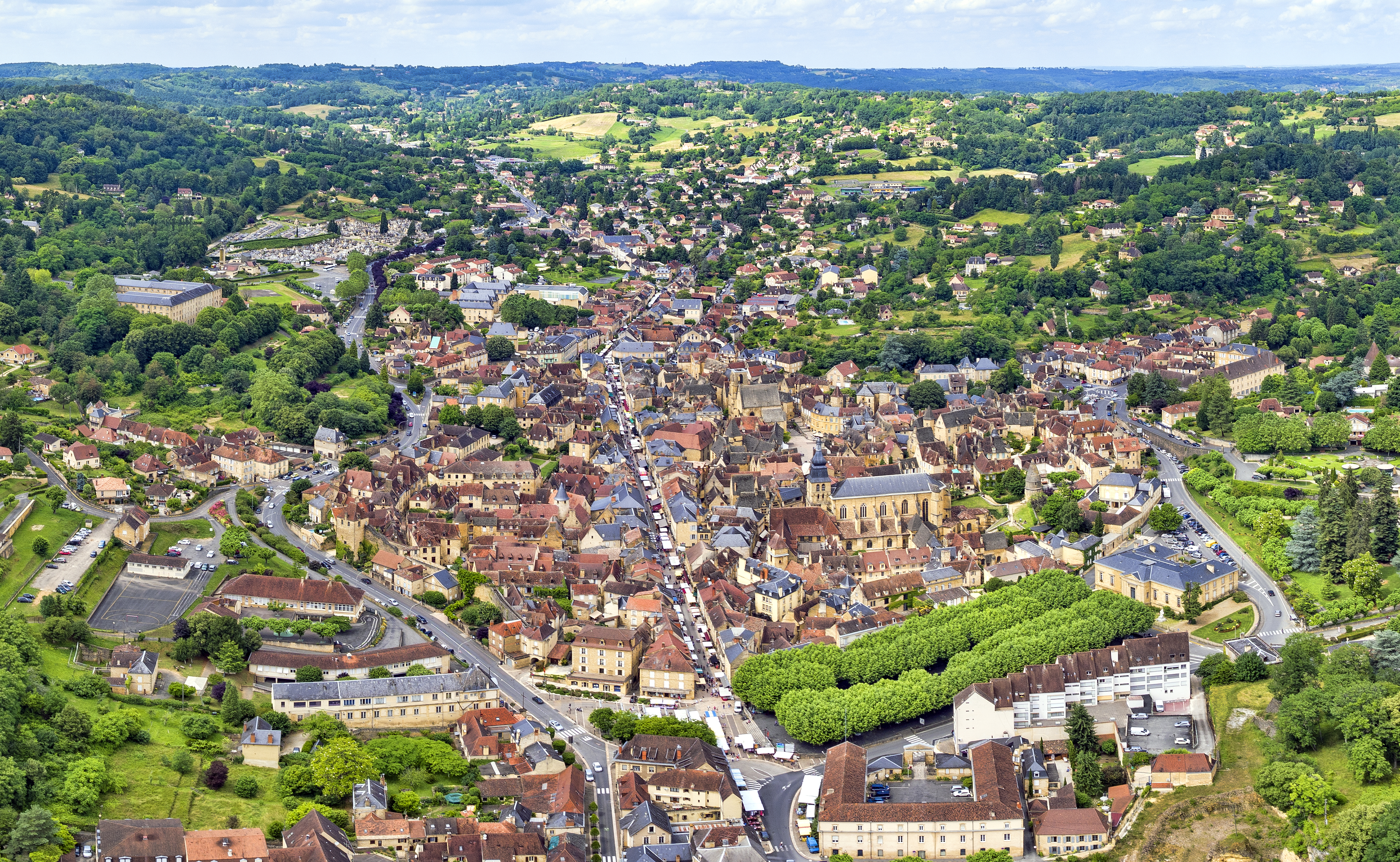
사를라라카네다의 항공 뷰

사를라라카네다(Sarlat-la-Canéda, Sarlat e La Canedat)는 프랑스 남서부 누벨아키텐 도르도뉴의 코뮌이다. 사를라라카네다는 1965년 하나의 코뮌으로 병합될 때까지 별개의 마을들이었다.
77개의 보호기념물과 더불어 역사중심지는 2002년 프랑스의 유니스코 세계유산의 차기 잠정 목록에 추가되었다.

## 인구
| 연도 | 인구  | ±%     |
| ---- | ----- | ------ |
| 1968 | 8,801 | —      |
| 1975 | 9,765 | +11.0% |
| 1982 | 9,670 | −1.0%  |
| 1990 | 9,909 | +2.5%  |
| 1999 | 9,751 | −1.6%  |
| 2008 | 9,331 | −4.3%  |
| 2016 | 8,946 | −4.1%  |

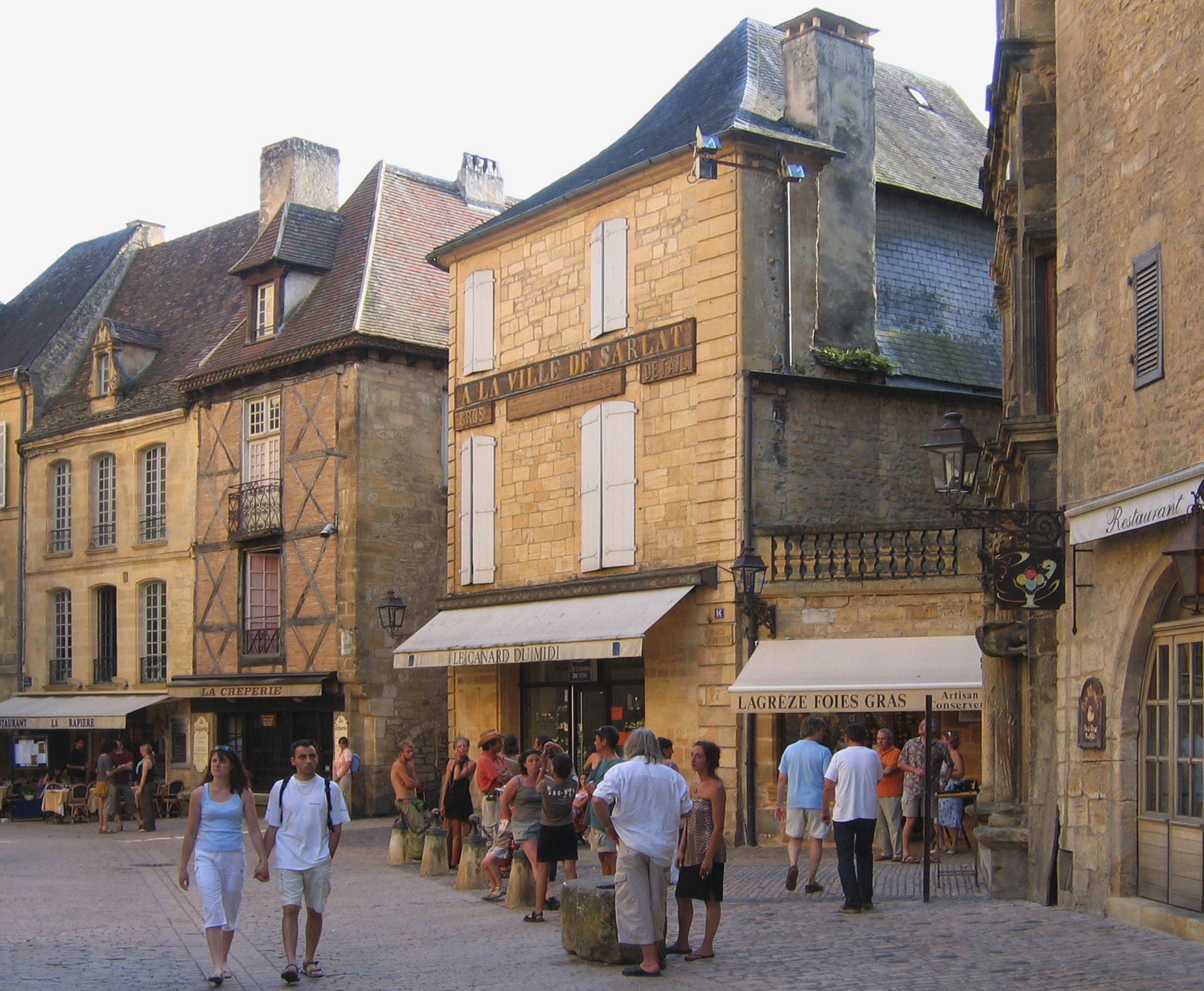
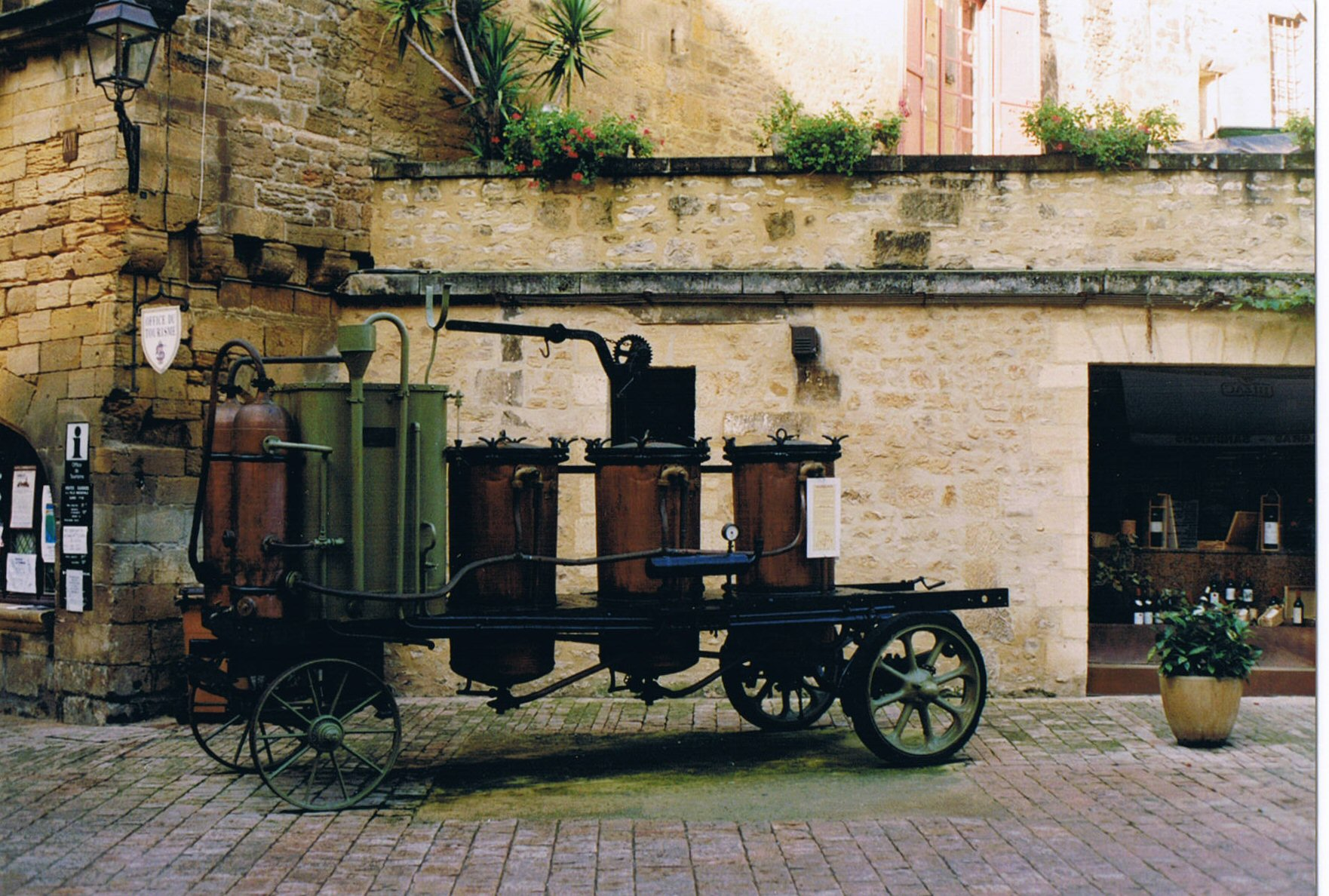
Portable still at Sarlat
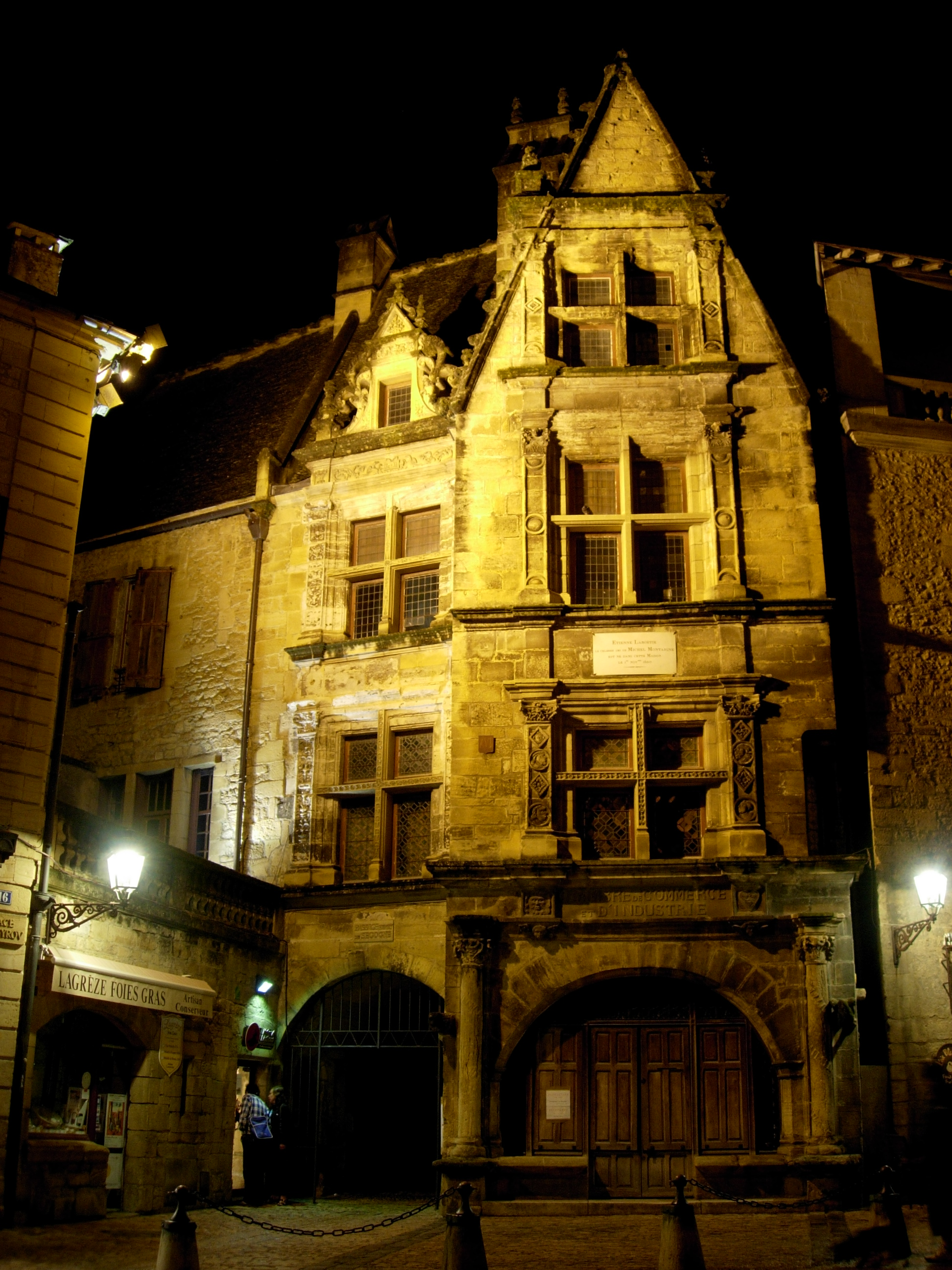
House of De La Boétie, the immortal friend of Montaigne
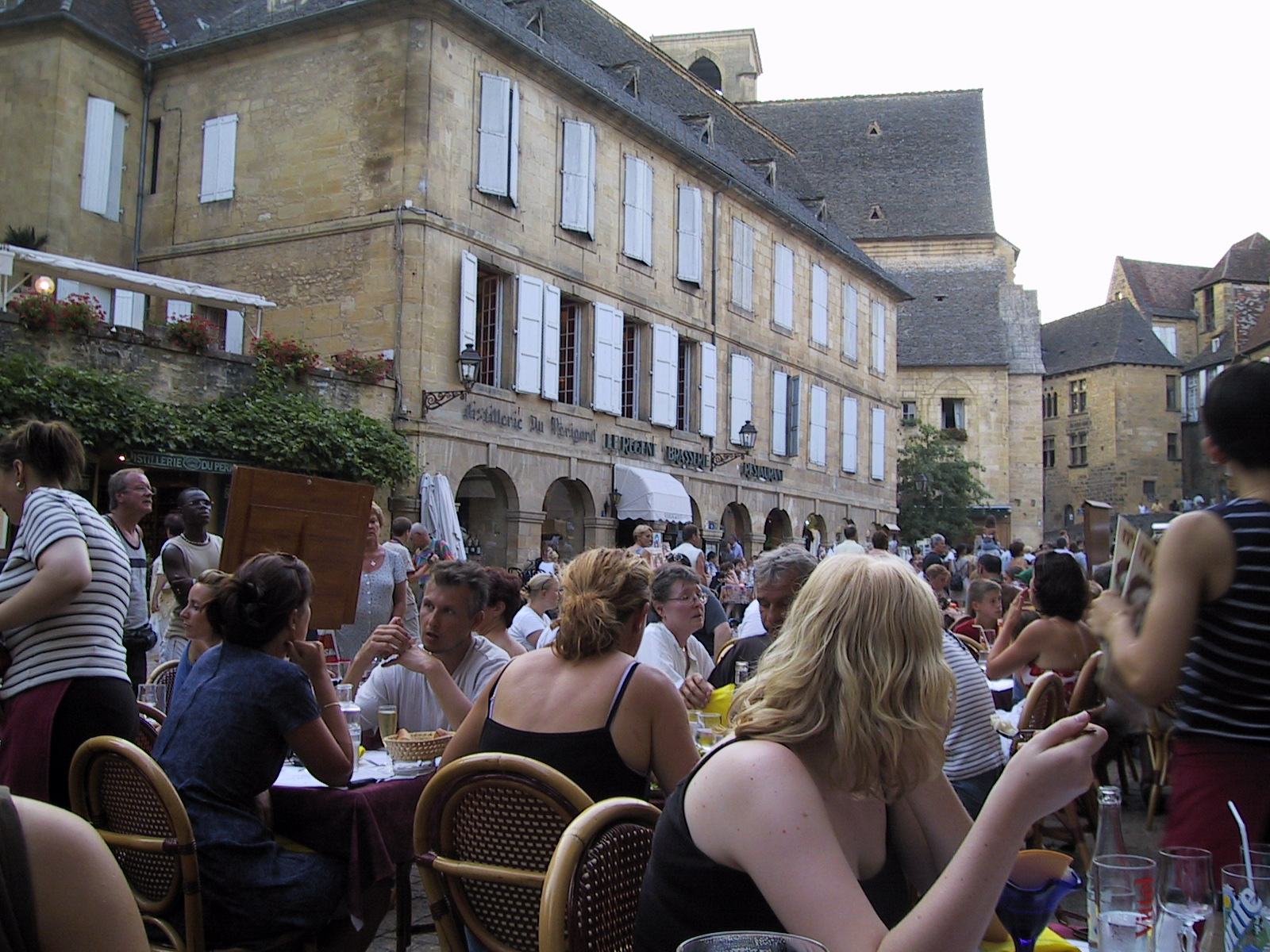
Centre of Sarlat on a summer's day

## 저명한 출신 인물
- 에티엔 드 라 보에시 (1530–1563): 판사, 작가
- 가브리엘 타르드: 판사, 사회학자
- 앙드레 말로